# Gare de triage de Bettembourg
Ne doit pas être confondu avec Gare multimodale de Bettembourg ou Gare de Bettembourg.

La gare de triage de Bettembourg est la plus importante gare de triage du Luxembourg. Elle est située en grande partie sur la commune de Dudelange.

## Situation ferroviaire
La gare de triage de Bettembourg est située sur la ligne 6, au sud de la gare de Bettembourg et de la bifurcation avec les lignes 6a et 6b. La gare de triage est située à côté de la gare multimodale de Bettembourg.

## Histoire
La gare de triage de Bettembourg a été construite sur les communes de Bettembourg et de Dudelange dans les années 1980 et fonctionne en lien avec la gare multimodale de Bettembourg, reconstruite à son emplacement actuel en 2017.

## Caractéristiques
La gare de triage occupe une superficie de 50 ha et mesure près de 3,70 km de long. Il est parcouru par près de 56 km de voies et compte une bosse de triage.